# Чортків (авіабаза)
Авіаба́за Чорткі́в — військовий аеродром, розташований на південно-східній околиці міста Чортків, Тернопільської області. Свого часу на аеродромі базувались 452-й окремий штурмовий авіаційний полк та 118-й окремий авіаційний полк радіоелектронної боротьби.

## Історія
1 травня 1958 року на авіабазі була заснована 229-та окрема авіаційна ескадрилья тактичної розвідки.
До 1981 року ескадрилья використовувала літаки МіГ-21Р, на яких виконувала завдання в Афганістані в 1980 — 1981 роках, після повернення з'єднання змінила назву на 229-та окрема авіаційна ескадрилья радіоелектронної боротьби, а особовий склад був перенавчений на літаки Як-28ПП.
25 жовтня 1983 року на базі ескадрильї був сформований 118-й полк радіоелектронної боротьби.
З 1986 по 1988 роки на авіабазі базувався 368-й окремий штурмовий авіаційний полк.
В 1989 році 118-й полк РЕБ отримав 8 літаків Су-24МП. В цьому ж році на авіабазу з аеродрому Близнюки перебазувався 452-й окремий штурмовий авіаційний полк на літаках Су-25 та Л-39.
Після проголошення незалежності України обидва з'єднання ввійшли до складу Повітряних сил ЗСУ.
В 1994 році 118-й полк РЕБ був розформований, частина літаків була переведена на Коломийський аеродром в 48-й окремий розвідувальний авіаційний полк, частина переведена на авіабазу Овруч для зберігання та утилізації.
У 2004 році було розформовано 452-й ошап, літаки були переведені в 299-ту бригаду тактичної авіації. Почався демонтаж авіабази.
У 2017 році на території авіабази відбулися навчання резервістів територіальної оборони.
Близько тисячі аеродромних плит з аеродрому Чортків ПАГ-18 і ПАГ-20 були використані для відновлення інших аеродромів.